# Saint-Géréon
Saint-Géréon est une ancienne commune de l'Ouest de la France, située dans le département de la Loire-Atlantique, en région Pays de la Loire. Elle constitue depuis le 1er janvier 2019 avec sa voisine d'Ancenis la commune nouvelle d'Ancenis-Saint-Géréon.

## Géographie

Situation de la commune de Saint-Géréon dans le département de la Loire-Atlantique.

### Situation
Saint-Géréon fait historiquement partie des Marches de Bretagne. La commune relève du Pays d'Ancenis, ville avec laquelle elle forme d'ailleurs une agglomération de plus de 10 000 habitants.
Saint-Géréon est situé au bord de Loire, à l'ouest d'Ancenis, à 30 km à l'est de Nantes.

## Toponymie
Le nom de la localité est attesté sous les formes Sancti Gereonis Aurelianis en 1104, Saint Geno en 1123, Sanctus Geronus en 1278.
Le nom gallo de la commune est Saint-Jérion, en écriture ABCD, ou Sènt Jérion en écriture MOGA. Le nom gallo se prononce [sɛ̃ʒerjɔ̃].
La forme bretonne actuelle proposée par l'Office public de la langue bretonne est Sant-Gerent.

## Histoire
Le territoire communal est occupé dès le Paléolithique, ainsi qu'en témoigne l'important gisement paléolithique et néolithique des Pierres Meslières prospecté en son temps par Pitre de Lisle du Dréneuc puis par Alexandre Bernard. Bien que le site ait été profondément transformé par l'action de l'homme (prélèvement de pierres, etc.), il s'organise autour d'une éminence schisteuse dominant la Loire. Le gisement a été initialement publié en 1878 sous le nom de station de l'Etranglar.
Deux menhirs subsisteraient qui seraient les vestiges d'un ancien alignement.
Saint-Géréon constitue sans doute le pôle de peuplement initial de l'agglomération Ancenis / Saint-Géréon. En effet, des vestiges romains ont été signalés au lieu-dit les Airennes. Il est possible, mais non encore avéré, qu'une première occupation antique se soit installée sur cette hauteur dominant la Loire.
Des tombeaux mérovingiens auraient été mis au jour autour du prieuré, membre de l'abbaye de Bourgdieu (Annales de Bretagne II, 375). C'est avec la fondation du château d'Ancenis que le noyau de peuplement se déplace de Saint-Géréon vers Ancenis. Le prieuré de Saint-Géréon restera relativement puissant, jusqu'à tenir tête aux évêques de Nantes.
La commune est marquée ensuite par l'installation du couvent de la Davrays fondé par des Ursulines de Nantes en 1642-1643. La chapelle baroque, rare exemple de ce type d'architecture dans le département, est classée Monument Historique et vient d'être rénovée, tout comme le chœur des moniales et le cloître. Le couvent, abandonné à la Révolution, est annexé à Ancenis en 1875 et devient une caserne militaire (caserne Rohan).
Le 23 mars 2018, au second vote proposant la création d'une commune nouvelle entre Ancenis et Saint-Géréon, le « oui » l'emporte dans chacun des deux conseils municipaux.
L'arrêté préfectoral du 26 septembre 2018 crée Ancenis-Saint-Géréon, 8e commune nouvelle de la Loire-Atlantique avec une date d'effet au 1er janvier 2019.

## Héraldique
| Blason | Blasonnement : D'azur fretté d'or. Commentaires : Armes des Le Febvre (XIIIe siècle). Brevet d'Hozier (1697). |

## Politique et administration
| Période                                  | Période      | Identité              | Étiquette | Qualité                                                                       |
| ---------------------------------------- | ------------ | --------------------- | --------- | ----------------------------------------------------------------------------- |
| Les données manquantes sont à compléter. |              |                       |           |                                                                               |
| mai 1953                                 | mars 1977    | Étienne Toublanc      | CNIP      | Viticulteur, responsable syndical Député de la Loire-Inférieure (1946 → 1958) |
| mars 1977                                | juin 1995    | Armel Couton          | CNIP      | Pharmacien                                                                    |
| juin 1995                                | mars 2008    | Marcel Hupel          | DVD       | Retraité                                                                      |
| mars 2008                                | mars 2014    | Jean-Pierre Fleurance | DVD       | Cadre supérieur retraité                                                      |
| mars 2014                                | janvier 2019 | Thierry Michaud       | DVD       | Cadre commercial                                                              |

## Démographie
Selon le classement établi par l'Insee, Saint-Géréon fait partie de l'aire urbaine, de l'unité urbaine, de la zone d'emploi et du bassin de vie d'Ancenis. Toujours selon l'Insee, en 2010, la répartition de la population sur le territoire de la commune était considérée comme « intermédiaire » : 90 % des habitants résidaient dans des zones « intermédiaires » et 9 % dans des zones « peu denses ».

### Évolution démographique
L'évolution du nombre d'habitants est connue à travers les recensements de la population effectués dans la commune depuis 1793. Pour les communes de moins de 10 000 habitants, une enquête de recensement portant sur toute la population est réalisée tous les cinq ans, les populations de référence des années intermédiaires étant quant à elles estimées par interpolation ou extrapolation. Pour la commune, le premier recensement exhaustif entrant dans le cadre du nouveau dispositif a été réalisé en 2006.

En 2016, la commune comptait 2 939 habitants, en évolution de +9,18 % par rapport à 2010 (Loire-Atlantique : +6,68 %, France hors Mayotte : +2,11 %).
| 1793 | 1800 | 1806 | 1821 | 1831 | 1836 | 1841  | 1846 | 1851  |
| ---- | ---- | ---- | ---- | ---- | ---- | ----- | ---- | ----- |
| 793  | 802  | 810  | 833  | 874  | 851  | 1 082 | 950  | 1 099 |

| 1856 | 1861 | 1866 | 1872  | 1876 | 1881 | 1886 | 1891  | 1896  |
| ---- | ---- | ---- | ----- | ---- | ---- | ---- | ----- | ----- |
| 990  | 985  | 978  | 1 004 | 986  | 963  | 998  | 1 034 | 1 011 |

| 1901 | 1906 | 1911 | 1921 | 1926 | 1931 | 1936 | 1946 | 1954  |
| ---- | ---- | ---- | ---- | ---- | ---- | ---- | ---- | ----- |
| 939  | 924  | 901  | 816  | 742  | 758  | 820  | 878  | 1 041 |

| 1962  | 1968  | 1975  | 1982  | 1990  | 1999  | 2006  | 2011  | 2016  |
| ----- | ----- | ----- | ----- | ----- | ----- | ----- | ----- | ----- |
| 1 165 | 1 639 | 1 900 | 2 327 | 2 362 | 2 488 | 2 652 | 2 715 | 2 939 |

### Pyramide des âges
Les données suivantes concernent l'année 2013.
La population de la commune est relativement âgée. Le taux de personnes d'un âge supérieur à 60 ans (29,5 %) est en effet supérieur au taux national (22,6 %) et au taux départemental (22,5 %),,.
À l'instar des répartitions nationale et départementale, la population féminine de la commune est supérieure à la population masculine. Le taux (50,5 %) est du même ordre de grandeur que le taux national (51,6 %),,.
| Hommes | Classe d’âge | Femmes |
| ------ | ------------ | ------ |
| 0,1    | 90 ans ou +  | 0,4    |
| 8,2    | 75 à 89 ans  | 10,0   |
| 18,1   | 60 à 74 ans  | 22,1   |
| 23,5   | 45 à 59 ans  | 22,4   |
| 18,0   | 30 à 44 ans  | 16,8   |
| 12,4   | 15 à 29 ans  | 12,1   |
| 19,6   | 0 à 14 ans   | 16,2   |

| Hommes | Classe d’âge | Femmes |
| ------ | ------------ | ------ |
| 0,4    | 90 ans ou +  | 1,3    |
| 5,8    | 75 à 89 ans  | 9,1    |
| 13,5   | 60 à 74 ans  | 14,6   |
| 19,6   | 45 à 59 ans  | 19,2   |
| 20,8   | 30 à 44 ans  | 19,6   |
| 19,4   | 15 à 29 ans  | 17,7   |
| 20,5   | 0 à 14 ans   | 18,5   |

## Lieux et monuments

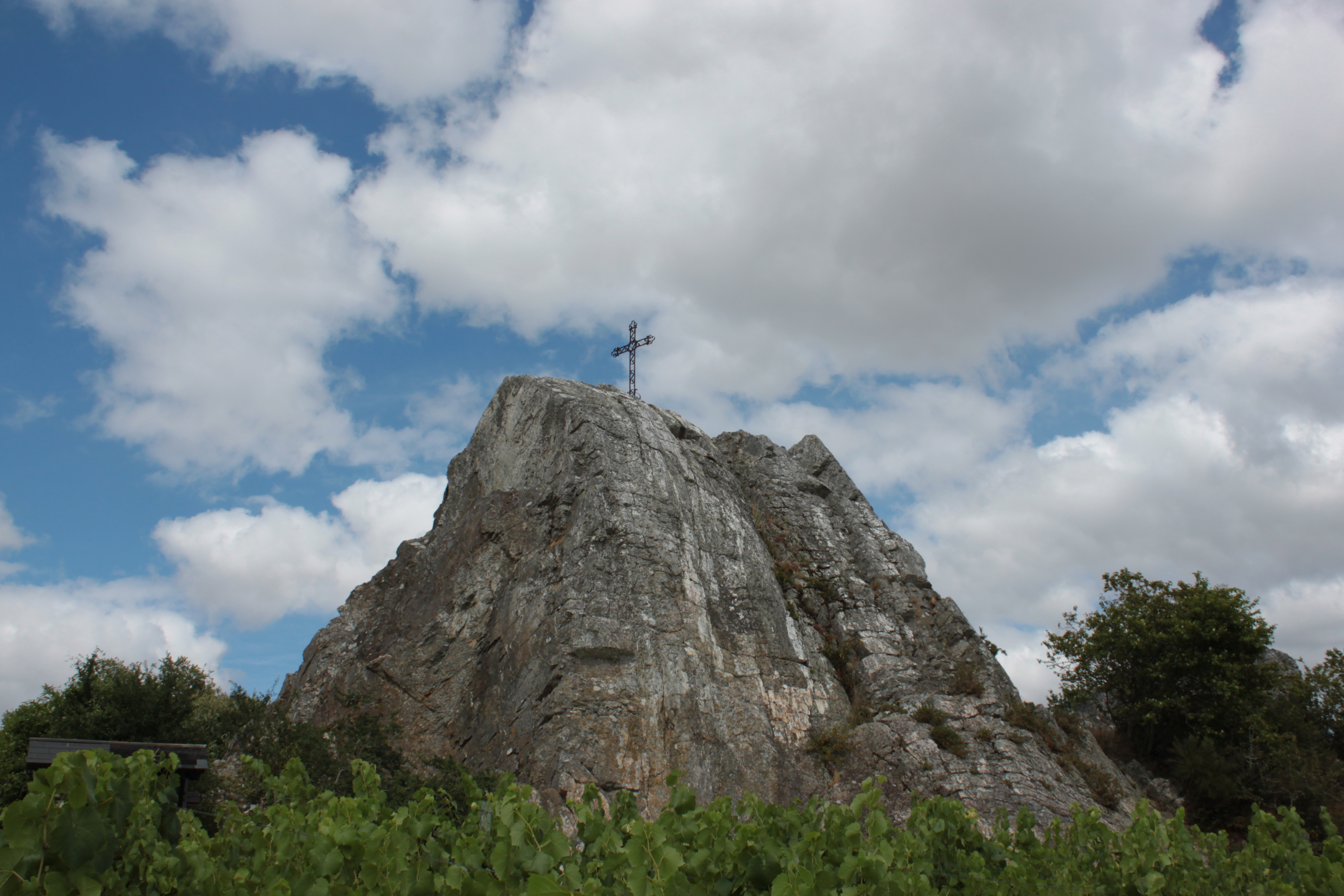
Le rocher christianisé, dominant le site des Pierres-Meslières.

- Site néolithique des Pierres Meslières.
- Ancienne carrière de granite devenu lac du Gotha.
- Église Saint-Géréon (1840).

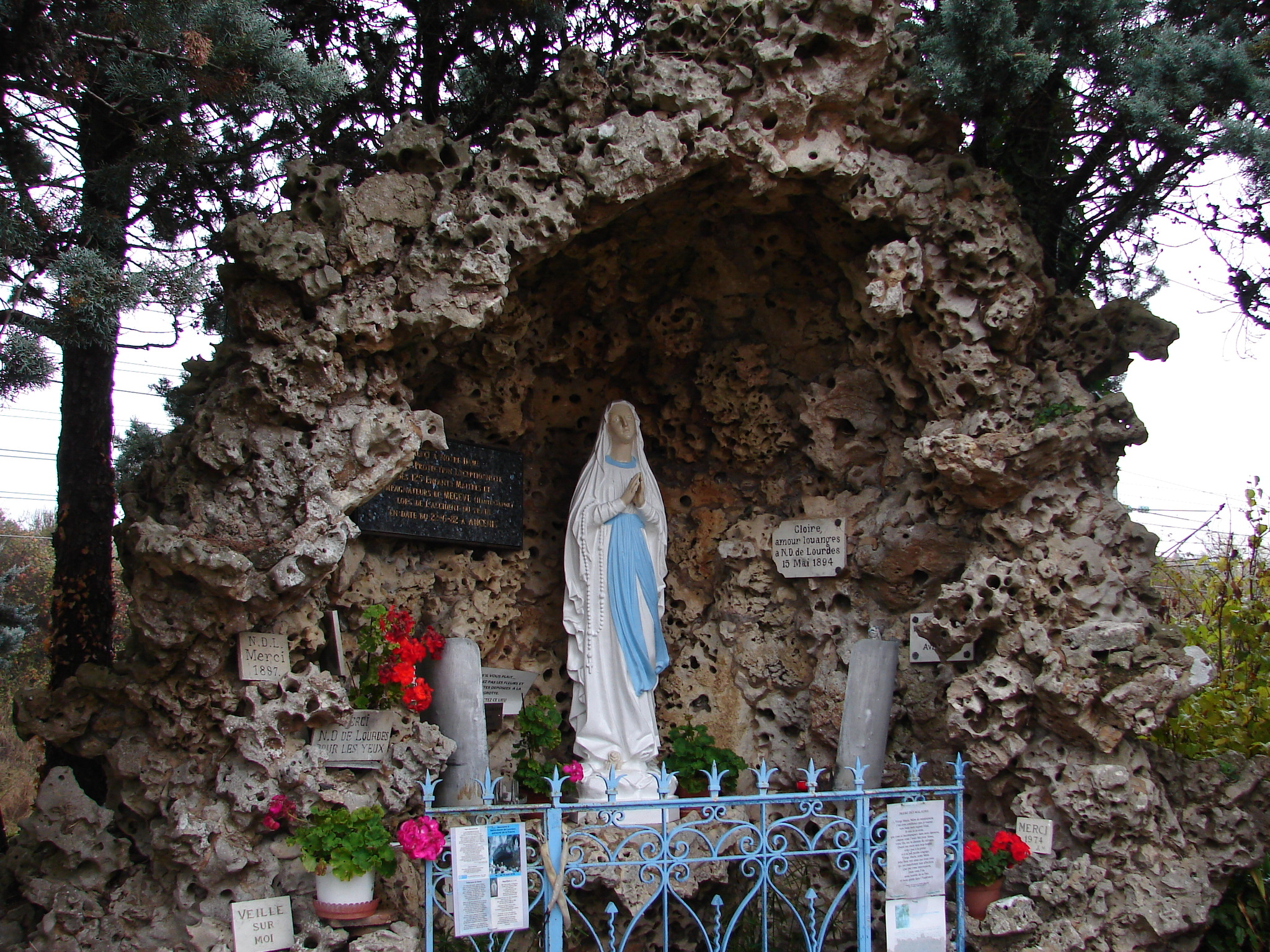
La grotte de Belphaget.

- Grotte de Lourdes, située au pied du coteau de Belphaget, entre le Champ Roncin et le chemin de fer (1894).
- Manoir de la Chevasnerie (XVIIIe siècle).
- Manoir de l'Ecochère (XIXe siècle). Il occupe probablement l'emplacement d'un ancien château médiéval.
- Four à chaux de l'Ecochère (XIXe siècle).
- La Notice sur le département de Loire-Inférieure et sur la ville de Nantes publié en 1832 par Jean-François Le Boyer signale « une fontaine appelée la Ragotière, qui suit le flux et le reflux de la Loire ».

## Personnalités liées à la commune
- L'abbé Arthur Bourdeaut (1873-1944), ecclésiastique et érudit.
- Jacques Lusseyran y trouva la mort dans un accident de la route le 27 juillet 1971.